# شهرستان الغ‌نار
ناحیهٔ الغ‌نار (به ازبکی: Ulugʻnor tumani، اولوغ‌نار تومنی)(به روسی: Улугнорский район) یک ناحیه در ازبکستان است که در ولایت اندیجان واقع شده‌است. ناحیه الغ‌نار ۴۴۰ کیلومتر مربع مساحت و ۶۳٬۸۰۰ نفر جمعیت دارد.